# István Szögi
István Dániel Szögi (* 12. September 1995 in Tata) ist ein ungarischer Leichtathlet, der im Mittel- und Langstreckenlauf antritt.

## Sportliche Laufbahn
Erste internationale Erfahrungen sammelte István Szögi im Jahr 2013, als er bei den Junioreneuropameisterschaften in Rieti im 10.000-Meter-Lauf in 32:28,57 min den zwölften Platz belegte. Im Jahr darauf erreichte er bei den Juniorenweltmeisterschaften in Eugene in 30:15,93 min Rang 13 über 10.000 Meter und belegte im 5000-Meter-Lauf in 14:11,35 min den zwölften Platz. 2015 wurde er dann bei den U23-Europameisterschaften in Tallinn in 14:59,72 min 16. über 5000 Meter und zwei Jahre später erreichte er bei den U23-Europameisterschaften in Bydgoszcz in 14:18,06 min den siebten Platz. 2021 stellte er in Wien mit 3:37,55 min einen neuen ungarischen Hallenrekord im 1500-Meter-Lauf auf und verbesserte damit die Bestmarke von István Knipl aus dem Jahr 1985 um knappe zwei Sekunden. Damit qualifizierte er sich für die Halleneuropameisterschaften in Toruń und belegte dort in 3:40,40 min den achten Platz. Über die Weltrangliste konnte er im Sommer auch an den Olympischen Spielen in Tokio teilnehmen und schied dort mit 3:38,79 min in der Vorrunde aus. Im Dezember belegte er bei den Crosslauf-Europameisterschaften in Dublin in 18:25 min den sechsten Platz in der Mixed-Staffel.
2022 schied er bei den Europameisterschaften in München mit 3:44,20 min in der ersten Runde über 1500 Meter aus und im Dezember belegte er bei den Crosslauf-Europameisterschaften in Turin mit 17:44 min den sechsten Platz in der Mixed-Staffel. Im Jahr darauf wurde er bei der 2. Liga der Team-Europameisterschaft im Rahmen der Europaspiele in Chorzów in 3:43,30 min Fünfter über 1500 Meter und im August schied er bei den Weltmeisterschaften in Budapest mit 3:37,57 min im Vorlauf aus. Im Dezember gelangte er bei den Crosslauf-Europameisterschaften in Brüssel mit 20:24 min auf den sechsten Platz in der Mixed-Staffel. Bei den Crosslauf-Europameisterschaften 2024 in Antalya landete er nach 24:24 min auf dem 71. Platz im Einzelbewerb.
In den Jahren 2017, 2020 und 2024 wurde Szögi ungarischer Meister im 5000-Meter-Lauf sowie 2020 und 2021 auch über 1500 Meter. Zudem siegte er 2021 in der 4-mal-400-Meter-Staffel. In der Halle siegte er 2020 über 1500- und 3000 Meter und 2021 über 1500 Meter.

## Persönliche Bestzeiten
- 800 Meter: 1:47,62 min, 13. Juli 2022 in Pápa
  - 800 Meter (Halle): 1:47:75 min, 21. Februar 2021 in Budapest
- 1500 Meter: 3:36,63 min, 1. Juni 2021 in Montreuil
  - 1500 Meter (Halle): 3:37,55 min, 30. Januar 2021 in Wien (ungarischer Rekord)
  - Meile (Halle): 3:57,21 min, 26. Januar 2024 in Boston (ungarischer Rekord)
  - 2000 Meter (Halle): 5:00,73 min, 17. Februar 2022 in Liévin (ungarischer Rekord)
- 3000 Meter: 7:46,42 min, 27. Juli 2024 in Löwen (ungarischer Rekord)
  - 3000 Meter (Halle): 7:57,26 min, 5. Februar 2023 in Budapest
- 5000 Meter: 13:46,04 min, 3. September 2024 in Kopenhagen
  - 5000 Meter (Halle): 15:40,57 min, 26. Februar 2016 in Bozeman
- 10.000 Meter: 30:04,34 min, 4. Mai 2014 in Budapest